# Gabriele Veneziano
Gabriele Veneziano (Florencia, 7 de septiembre de 1942) es un físico italiano.
Físico teórico y uno de los pioneros de la teoría de cuerdas. Se podría decir que él fue quien dio el «primer paso» que permitió iniciar el estudio y desarrollo de esta teoría. Mientras trabajaba en el CERN en 1968, observó que la función Beta de Euler usada como una pequeña amplitud, llamada la Amplitud de Veneciano, tenía muchas características útiles para explicar fenómenos físicos relacionados con la interacción fuerte.

## Distinciones
- Premio I. Ya. Pomeranchuk, Moscú, 1999
- Medalla de Oro de la República Italiana como Benemérito de la Cultura, 2000
- Premio Dannie Heineman de la American Physical Society, 2004
- Medalla Albert Einstein, 2006
- Medalla Oskar Klein de la Universidad de Estocolmo, 2007.